# Silsila similis
Silsila similis är en stekelart som beskrevs av Kamath 1972. Silsila similis ingår i släktet Silsila och familjen brokparasitsteklar. Inga underarter finns listade i Catalogue of Life.